# Chaunax abei
Chaunax abei är en fiskart som beskrevs av Le Danois, 1978. Chaunax abei ingår i släktet Chaunax och familjen Chaunacidae. Inga underarter finns listade i Catalogue of Life.